# Mötley Crüe (første demo)
Mötley Crüe er det uofficielle navn givet til den første demo fra bandet af samme navn. Det er den tidligste indspilning der findes med bandet og kan dateres tilbage til april 1981 da de endnu ikke havde et bandnavn, og stadig havde deres oprindelige forsanger O'Dean.

## Spor
1. "Stick To Your Guns"
2. "Toast of the Town"
3. "Public Enemy #1"
4. "Tonight"